# Requin à pointes noires
Vous lisez un « bon article » labellisé en 2015.
Carcharhinus melanopterus
Espèce
Répartition géographique
Statut de conservation UICN

VU : Vulnérable
Synonymes
- Carcharias elegans Ehrenberg, 1871
- Carcharias marianensis' Engelhardt, 1912
- Carcharias melanopterus Quoy & Gaimard, 1824
- Carcharias playfairii Günther, 1870
- Squalus carcharias minor Forsskål, 1775
- Squalus commersonii Blainville, 1816
- Squalus ustus Duméril, 1824

Le Requin coussinant à pointes noires (Carcharhinus melanopterus) est une espèce de requins de la famille des Carcharhinidae, facilement identifiable par les pointes noires de ses nageoires, en particulier sur la première nageoire dorsale et la nageoire caudale. 

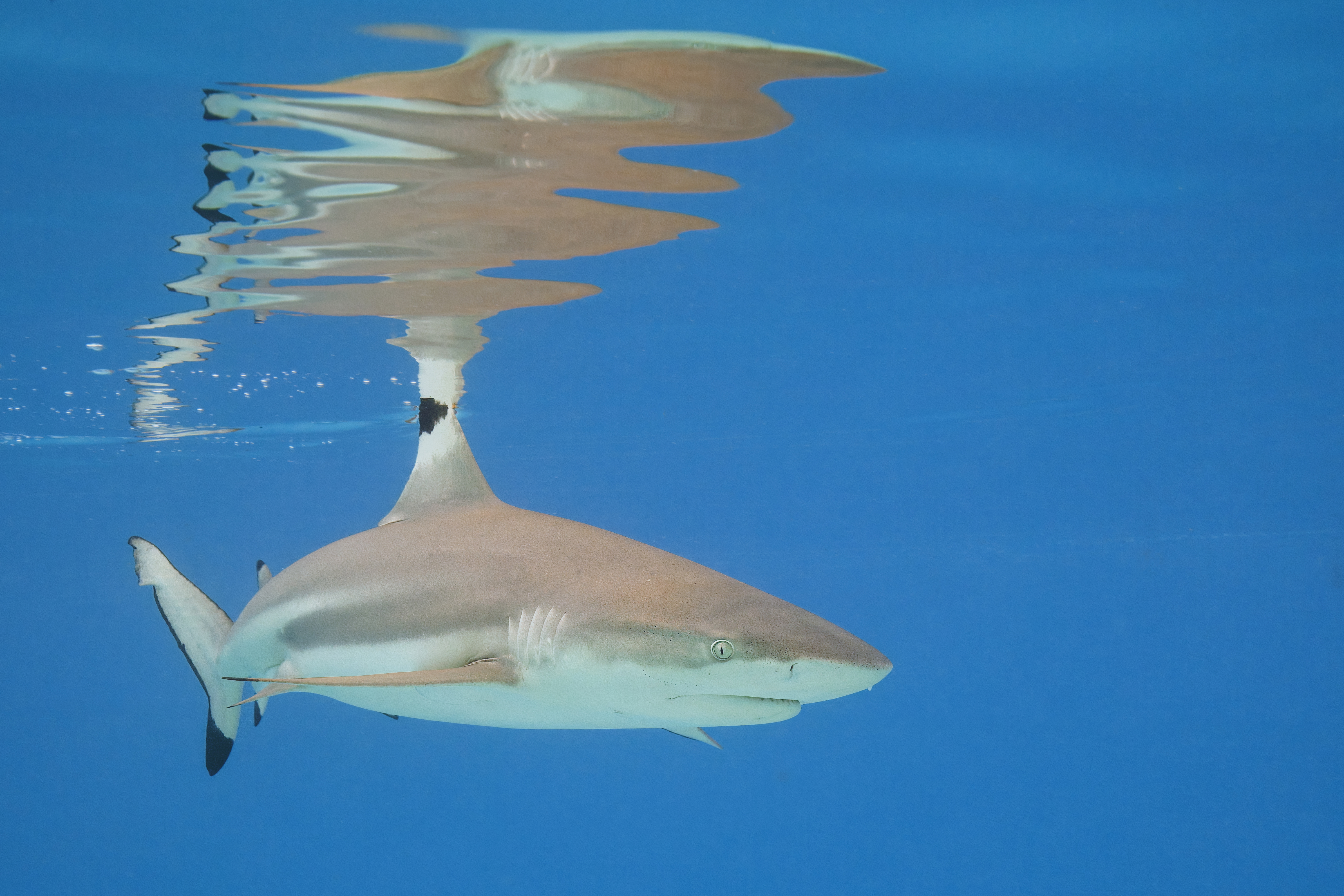
Un requin à pointes noires à Moorea (Polynésie française).

Il fait partie des requins les plus abondants des récifs coralliens tropicaux de l'océan Indien et de l'océan Pacifique. Cette espèce préfère les eaux côtières peu profondes et expose fréquemment sa première nageoire dorsale dans ces zones. La plupart des Requins à pointes noires vivent sur les rebords de récifs et les fonds sableux, mais ils sont également connus pour supporter des environnements saumâtres ou d'eau douce. Cette espèce atteint généralement une longueur de 1,6 m.
Les Requins à pointes noires sont sédentaires et vivent sur des territoires très réduits, et ils peuvent rester dans une même zone pendant plusieurs années. Ce sont des prédateurs actifs de petits poissons osseux, de céphalopodes et de crustacés, et ils sont également connus pour se nourrir de serpents marins et d'oiseaux marins. Les données récoltées concernant le cycle de vie du Requin à pointes noires sont parfois contradictoires, et il semble y avoir des différences notables suivant le lieu géographique au sein de l'aire de répartition de l'espèce. Comme les autres membres de sa famille, ce requin est vivipare et les femelles donnent naissance à entre deux et cinq jeunes tous les deux ans, tous les ans ou même parfois deux fois par an. En effet, suivant son habitat la période de gestation de ce requin peut être de 7-9 mois, de 10-11 mois ou de 16 mois. Les nouveau-nés vivent dans les eaux côtières et dans des eaux moins profondes que les adultes, formant souvent de grands groupes dans des zones inondées par la marée haute.
Timide et capricieux, le Requin à pointes noires est difficile à approcher, n'est pas agressif et représente rarement un danger pour l'homme, sauf s'il est excité par de la nourriture. Cependant, des baigneurs en eaux peu profondes peuvent parfois avoir les jambes mordues par erreur. Seules quelques morsures bénignes ont été rapportées.Ce requin est pêché pour sa viande, ses ailerons et son huile de foie, mais n'est pas considéré comme une espèce commercialement importante. L'Union internationale pour la conservation de la nature a évalué l'espèce quasi menacée. Bien que l'espèce dans son ensemble demeure répandue et relativement commune, la surpêche de ce requin et son rythme de reproduction lent a conduit à son déclin dans un certain nombre de localités.

## Description

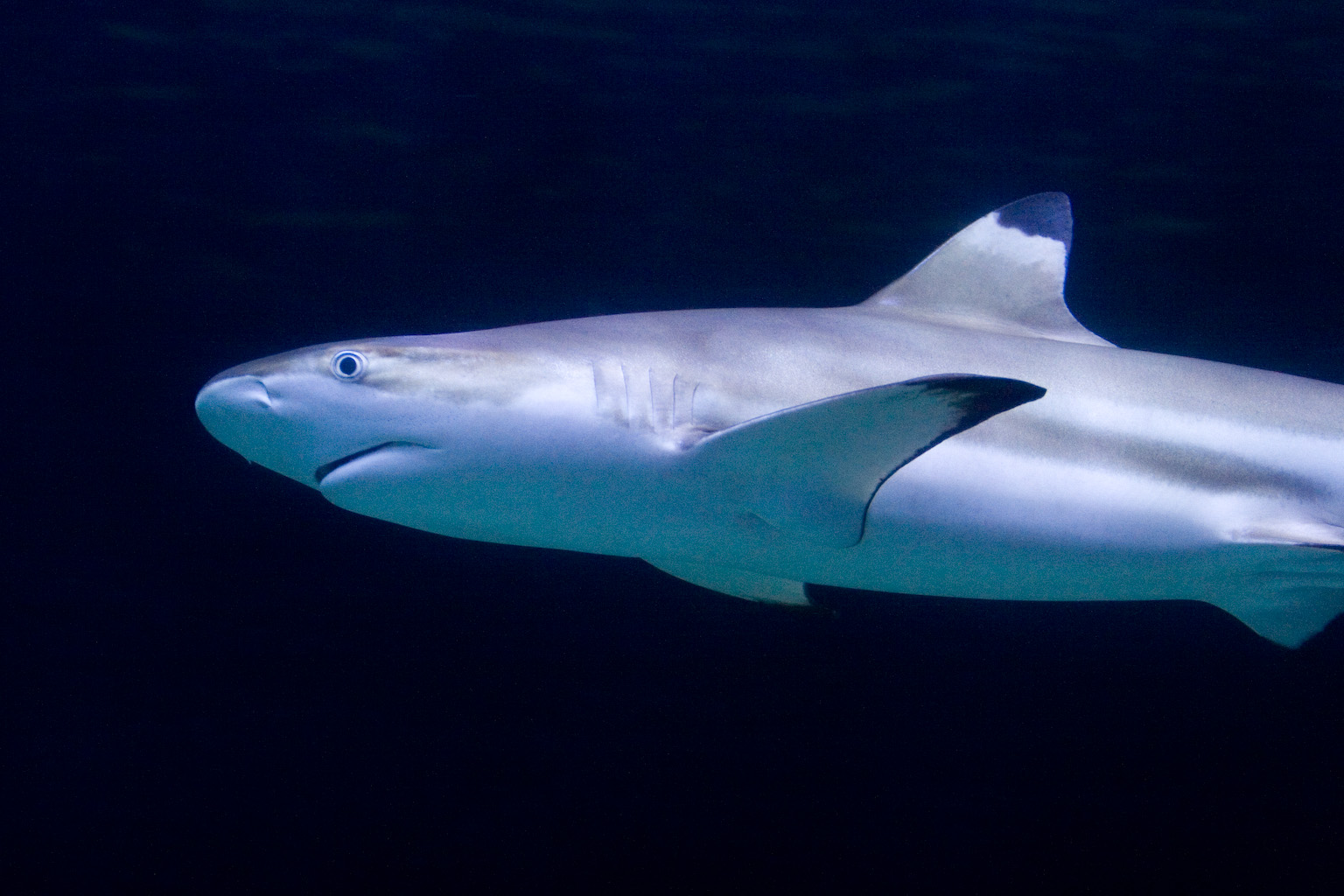
L'extrémité noire de ses nageoires avec une bordure claire sur sa première nageoire dorsale est la principale clé d'identification de cette espèce.

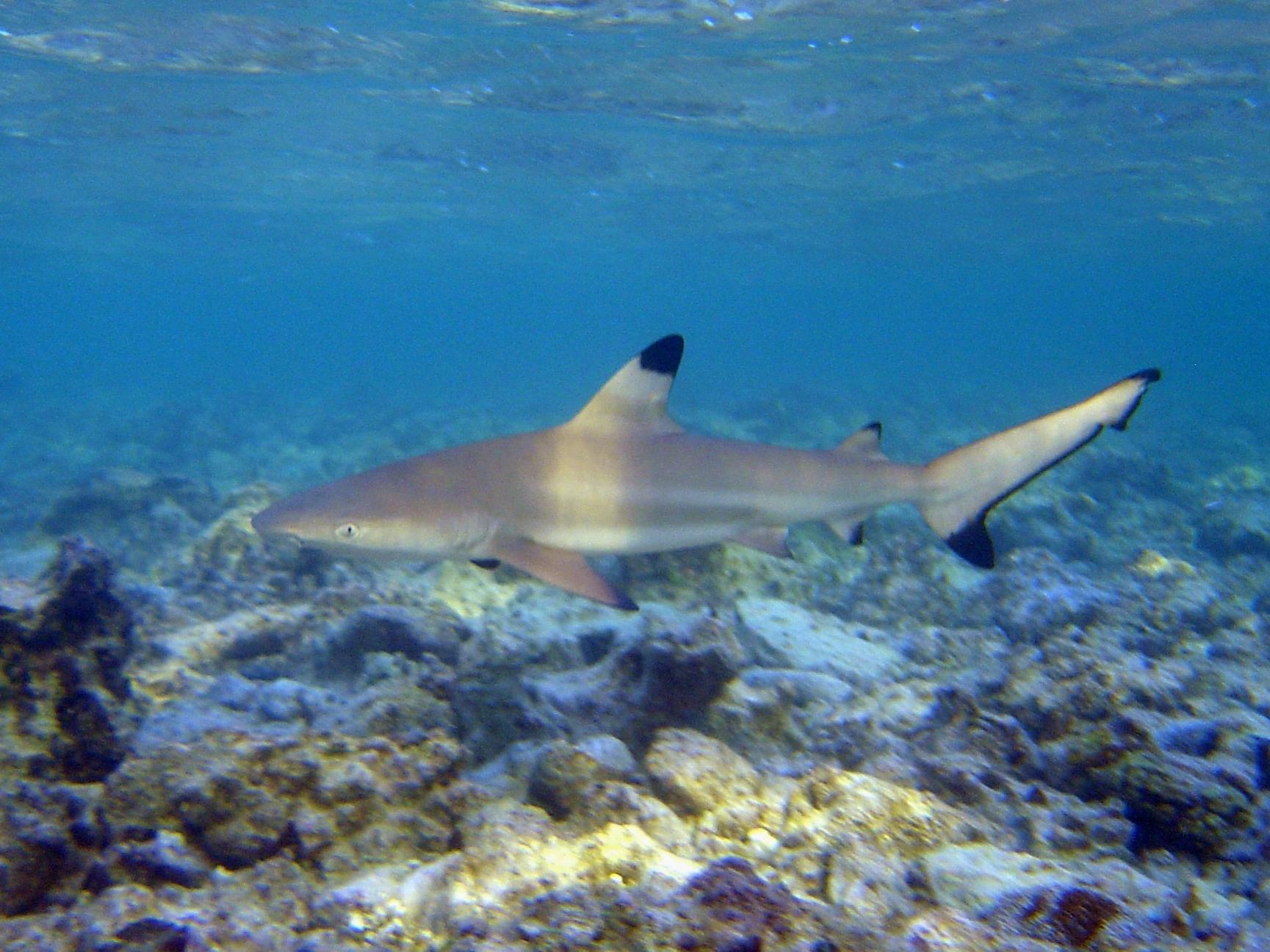
Requin à pointes noires de taille moyenne dans son environnement à Guam.

Le Requin à pointes noires est une espèce robuste avec un corps fuselé typique des requins, un museau court, large et arrondi et des yeux modérément grands et ovales. Chaque narine présente un lambeau de peau à l'avant qui est développé en un lobe en forme de téton. Sans compter les petites dents symphysaires, les rangées de dents sont au nombre de 11 à 13 (généralement 12) de chaque côté de la mâchoire supérieure et de 10 à 12 (généralement 11) de chaque côté de la mâchoire inférieure. Les dents supérieures sont verticales ou légèrement obliques et d'une forme triangulaire étroite, portant des dentelures qui sont plus marquées à leurs bases. Les dents inférieures sont similaires, mais plus finement dentelées,. Les dents des mâles adultes sont plus brusquement courbées que celles des femelles.
Les nageoires pectorales sont grandes et étroitement falciformes, se rétrécissant à la pointe. La première nageoire dorsale est grande ; sa bordure arrière forme une courbe « en S », et est implantée au niveau des extrémités postérieures libres des nageoires pectorales. La deuxième nageoire dorsale est relativement grande avec une marge arrière courte, et est placée en face de la nageoire anale. Il n'y a pas de crête entre les nageoires dorsales. Ce requin est d'une couleur brun-grisâtre pâle dessus et blanc dessous, avec une bande blanche nette sur les côtés s'étendant au-dessus de la nageoire anale. Toutes les nageoires ont des extrémités noires mises en évidence par des bordures claires, qui sont particulièrement nettes sur la première nageoire dorsale et le lobe inférieur de la nageoire caudale. La plupart des Requins à pointes noires ne mesurent pas plus de 1,6 m de long, mais quelques individus peuvent parfois atteindre une taille d'1,8 m voire de 2,0 m. Le poids maximum enregistré est de 13,6 kg, mais certaines sources donnent jusqu'à 24 kg ou 45 kg et plus.

## Biologie et écologie

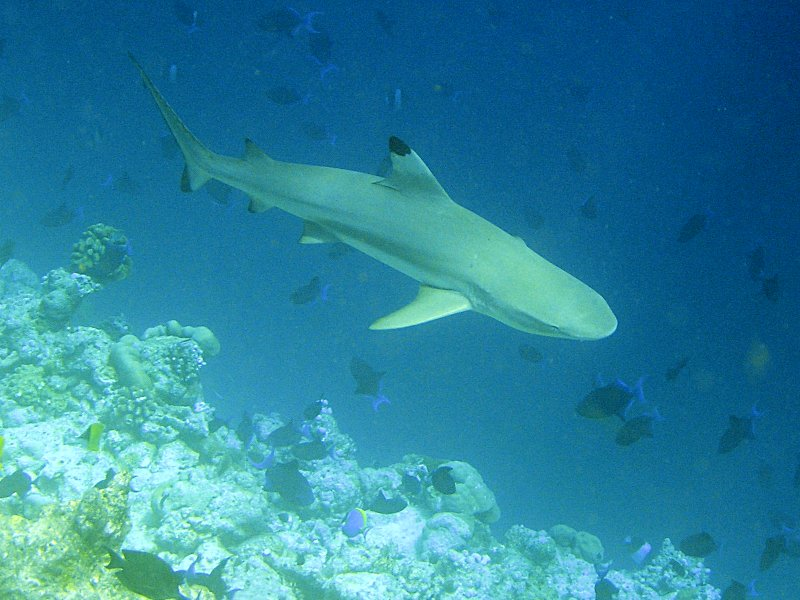
Les Requins à pointes noires adultes patrouillent souvent près des rebords des récifs.

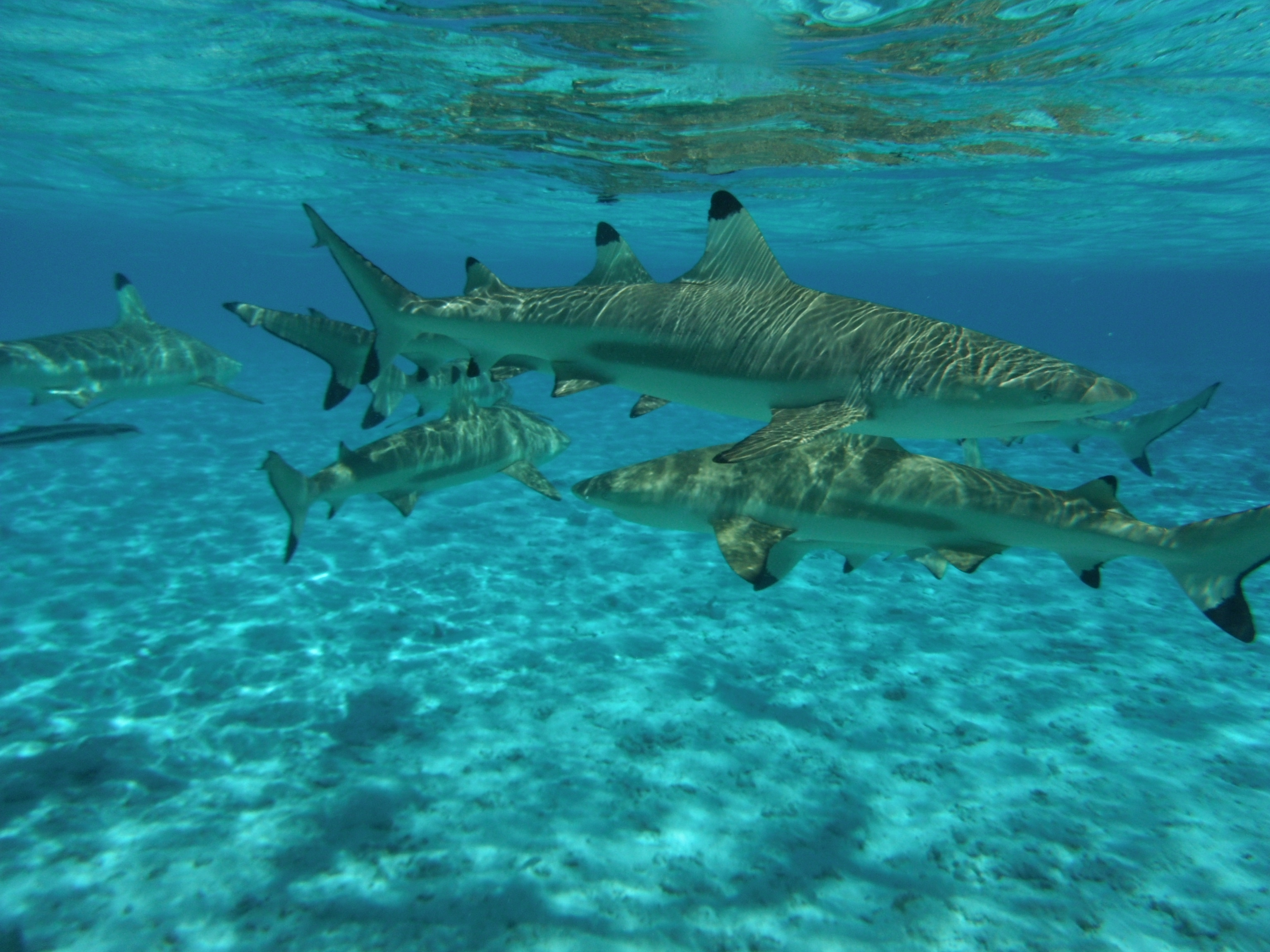
Agrégation de Requins à pointes noires pendant la journée dans le lagon de Bora Bora.

Avec le Requin gris de récif (C. amblyrhinchos) et le Requin-corail (Triaenodon obesus), le Requin à pointes noires est l'un des trois requins les plus courants qui peuplent les récifs coralliens dans la région Indo-Pacifique. Cette espèce prédomine dans les habitats peu profonds, tandis que les deux autres vivent plus en profondeur. Le Requin à pointes noires nage vite, est très actif et peut être rencontré seul ou en petits groupes. De grands rassemblements « sociaux » ont également été observés,. Généralement, il n'y a pas de ségrégation entre sexes pour les jeunes et les adultes, sauf lorsque les femelles se préparent à mettre bas. Les requins sont très fidèles à des territoires particuliers, où ils peuvent rester pendant plusieurs années.
Une étude de suivi de requins marqués près de l'atoll Palmyra dans le Pacifique central a montré que le Requin à pointes noires vivait sur un territoire d'environ 0,55 km2, parmi les plus faibles de toutes les espèces de requins. La taille et l'emplacement de ce territoire ne change pas suivant le moment de la journée. Dans ce territoire, 3 à 17 % de la superficie constitue le territoire de chasse qui est disproportionné par rapport à la taille totale du territoire. Les requins passent le plus clair de leur temps à nager le long des rebords des récifs, faisant des incursions occasionnelles courtes sur les bancs de sable. Leur vitesse de nage moyenne diminue lorsque la marée monte durant la nuit, peut-être parce que l'afflux de l'eau plus froide réduit leur métabolisme, ou l'afflux de poissons proies qui l'accompagne rend la recherche de nourriture facile. Les requins pointes noires à Aldabra ont tendance à être plus mobiles que ceux de l'atoll Palmyra, avec des mouvements individuels enregistrés atteignant 2,5 km en plus de 7 heures.
Les Requins à pointes noires, en particulier les plus petits individus, sont des proies pour les poissons plus gros comme les mérous, les Requins gris de récif, les Requins-tigres (Galeocerdo cuvier) et les membres de leur propre espèce. Dans l'atoll Palmyra, les adultes évitent les Requins tigres en se tenant éloignés du profond lagon central. Leurs parasites connus sont les cestodes Anthobothrium lesteri, Nybelinia queenslandensis, Otobothrium alexanderi et Platybothrium jondoeorum, les myxosporidies du genre Unicapsula et le monogenea Dermophthirius melanopteri. L'un des rares exemples documentés de maladie infectieuse touchant un requin était un cas mortel de septicémie hémorragique chez un Requin à pointes noires, causée par la bactérie Aeromonas salmonicida.
Ce requin vit parfois en association commensaliste avec d'autres espèces, comme le rémora (Echeneis naucrates) ou des carangues (par exemple Gnathanodon speciosus), mais de manière plus anecdotique que les plus grosses espèces.

### Alimentation

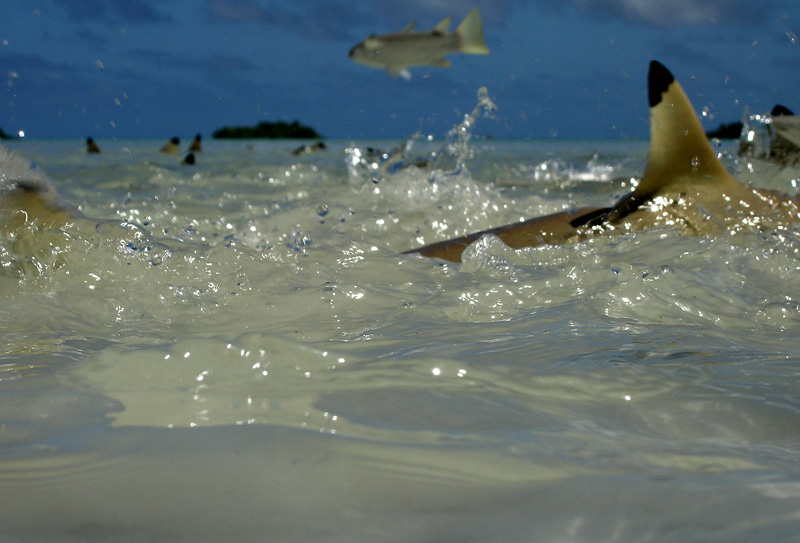
La principale source de nourriture du Requin à pointes noires sont les petits poissons comme les mulets.

Comme il est souvent le prédateur le plus abondant dans son écosystème, le Requin à pointes noires joue un rôle majeur dans la chaîne alimentaire des systèmes écologiques côtiers. Son régime alimentaire se compose principalement de petits poissons téléostéens, comme les mulets, les mérous, les Terapontidae, les Carangidae, les Gerreidae, les labres, les poissons-chirurgiens et les Sillaginidae. Des groupes de Requins à pointes noires ont été observés dans l'océan Indien  rassemblant des mulets en bancs pour faciliter leur capture. Les calmars, les poulpes, les seiches, les crevettes et les squilles sont également parfois consommés, ainsi que des carcasses et des petits requins et raies, même si cela est rare,. Au large du nord de l'Australie, cette espèce est connue pour consommer des serpents marins, comme Acrochordus granulatus, Hydrelaps darwiniensis, les espèces du genre Hydrophis et Lapemis hardwickii. Les requins au large de l'atoll Palmyra s'attaquent parfois à des poussins d'oiseaux de mer qui sont tombés de leur nid dans l'eau. Divers matériaux ont été trouvés à l'intérieur des estomacs de cette espèce, comme des algues, des plantes sous-marines, des coraux, des hydrozoaires, des bryozoaires, des rats et des pierres,.
Les chercheurs qui travaillent à l'atoll d'Enewetak, dans les îles Marshall, ont montré que le Requin à pointes noires est attiré par les éclaboussures ou le bruit causé par le choc d'outils métalliques contre des objets durs sous l'eau, ainsi que par l'odeur de poissons à la fois sains et blessés. Comme la plupart des requins, le Requin à pointes noires n'a pas de cônes au niveau de sa rétine, ce qui limite sa capacité à distinguer les couleurs et les détails. Par contre, sa vision est adaptée pour être très sensible aux mouvements ou au contraste dans des conditions de faible luminosité, ce qui est renforcé par la présence d'un tapetum lucidum. Des expériences ont montré que ce requin est capable de détecter de petits objets jusqu'à une distance de 1,5 à 3 m, mais est incapable de discerner clairement la forme de l'objet,. Pour localiser ses proies, ce requin utilise également l'électroperception ; ses ampoules de Lorenzini ont une sensibilité d'environ 4 nV/cm et une portée effective de 25 cm. Comme le Requin gris de récif, cette espèce devient plus excitée et « confiante » en présence d'autres individus de son espèce, et dans des situations extrêmes elle peut entrer dans des phases de frénésie. Ce requin se nourrit plus pendant la nuit que pendant le jour.

### Cycle de vie

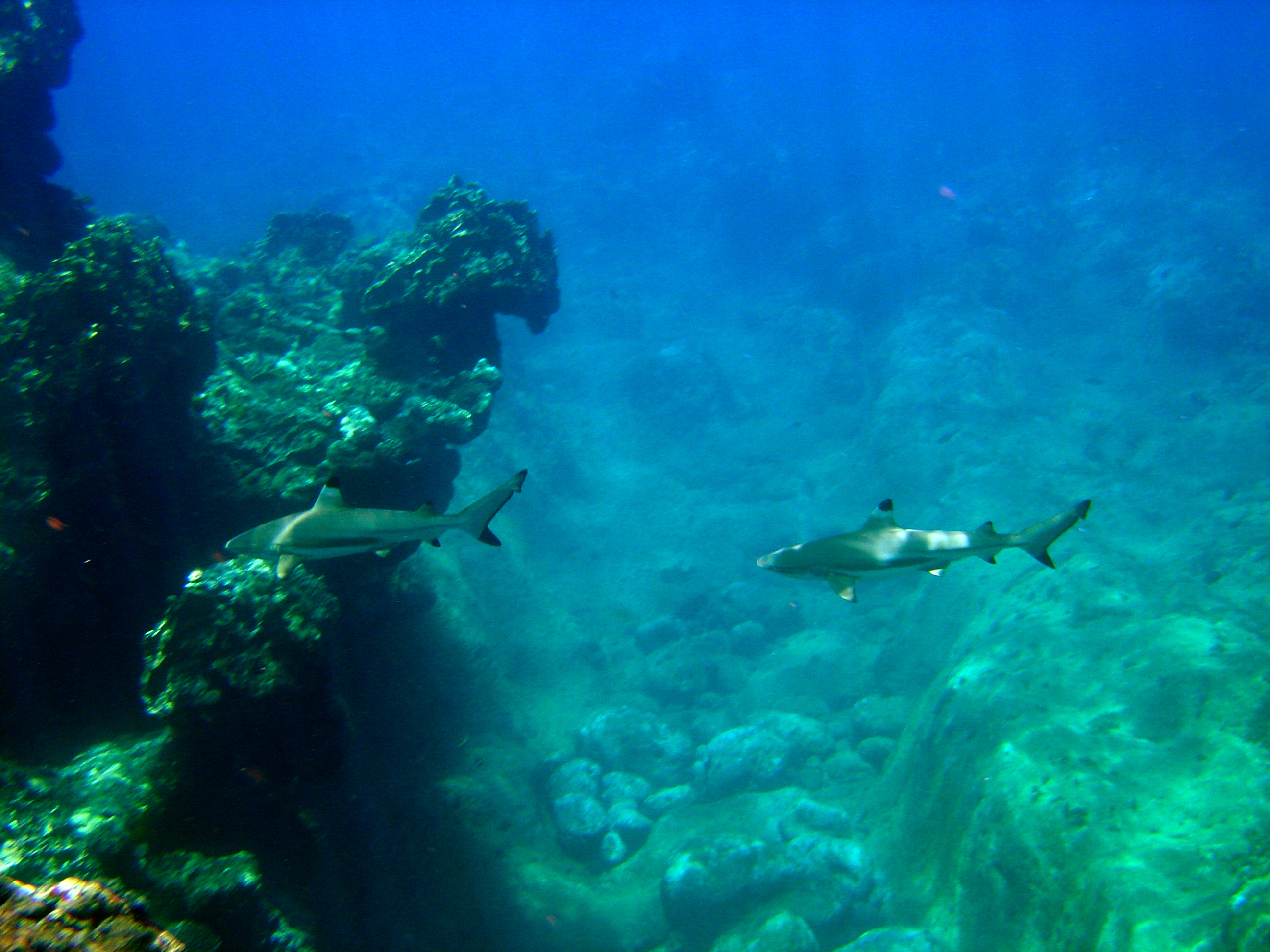
Les Requins à pointes noires se suivent l'un l'autre avant l'accouplement.

Comme les autres membres de sa famille, le Requin à pointes noires est vivipare, bien que les détails de son cycle de vie varient au sein de son aire de répartition. Son cycle de reproduction est annuel au large du nord de l'Australie où l'accouplement a lieu de janvier à février, ainsi qu'au large de Moorea en Polynésie française où l'accouplement a lieu de novembre à mars. Le cycle est biennal au large d'Aldabra, où il y a une intense concurrence au sein de l'espèce et avec d'autres espèces concernant la nourriture, ce qui peut contraindre les femelles à ne mettre bas que tous les deux ans. Les études antérieures menées dans l'océan Indien par Johnson (1978), à Madagascar par Fourmanoir (1961) et dans la mer Rouge par Gohar et Mazhar (1964) ont conclu à un cycle bisannuel dans ces régions, avec deux saisons de reproduction par an de juin à juillet et de décembre à janvier,,. Si c'est effectivement le cas, ce cycle de reproduction plus court avec deux mises bas par an pourrait être la conséquence des eaux plus chaudes. Ce requin a une spécialité, il ne dort jamais,  son  cerveau est  divisé en deux parties: une qui dort et une qui reste active 15 minutes puis cela s'inverse, cette dernière partie s'endort et la première partie s'active.
Lorsqu'elle est réceptive à l'accouplement, la femelle Requin à pointes noires nage lentement dessinant un motif sinusoïdal près du fond de l'eau, avec sa tête dirigée vers le bas ; des observations à l'état sauvage suggèrent que les femelles libèrent des signaux chimiques qui permettent aux mâles de les suivre. Une fois que le mâle la trouve, il se met à environ 15 cm derrière elle et la suit. Un mâle courtisant une femelle peut aussi la mordre derrière ses branchies ou sur ses nageoires pectorales. Ces blessures liées à l'accouplement guérissent complètement après 4 à 6 semaines. Après une période à nager ensemble, le mâle pousse la femelle sur le côté et la positionne la tête vers le fond et la queue relevée. Une fois que la femelle est en position, le mâle insère un de ses ptérygopodes dans son cloaque. La copulation dure plusieurs minutes, après quoi les requins se séparent et reprennent leur comportement normal. Au large de Moorea, les femelles les plus âgées s'accouplent et mettent bas à une période constante d'année en année, avec une précision d'une semaine, tandis que les jeunes femelles sont moins bien synchronisées. Ces dernières sont également susceptibles de s'accoupler juste après la mise bas.

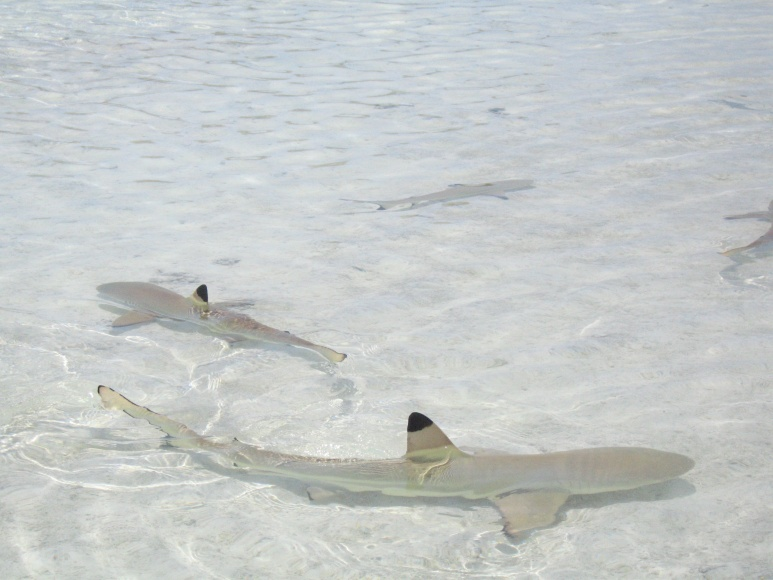
Les jeunes Requins à pointes noires vivent souvent dans des bancs de sable en eaux très peu profondes.

La période de gestation est de 10 à 11 mois dans les îles de l'océan Indien et du Pacifique,, et de 7 à 9 mois au large du nord de l'Australie. Les auteurs antérieurs, tels que Melouk (1957), ont observé des périodes de gestation pouvant atteindre 16 mois, mais la validité de ce chiffre a par la suite été contestée. La femelle a un seul ovaire fonctionnel (à droite) et deux utérus fonctionnels, composés de compartiments séparés pour chaque embryon. Les œufs nouvellement ovulés mesurent 3,9 cm sur 2,6 cm ; après l'éclosion, les embryons sont alimentés par le sac vitellin au cours de la première étape du développement. Après deux mois, l'embryon mesure 4 cm de long et possède des branchies externes bien développées. Après quatre mois, le sac vitellin commence à être converti en une connexion placentaire qui se fixe à la paroi utérine ; à ce moment, les marquages sombres sur les ailerons de l'embryon se développent. À cinq mois, l'embryon mesure 24 cm et a résorbé ses branchies externes. Le placenta est complètement formé, même si dans certains cas le vitellus demeure durant sept mois pendant la gestation.
La parturition a lieu de septembre à novembre, dans des zones aux eaux très peu profondes à l'intérieur du récif,,. Les nouveau-nés mesurent 40  à   50 cm de long dans l'océan Indien et au large du nord Australie, mais des jeunes ne mesurant que 33 cm de long ont été observés dans les îles du Pacifique,. La taille de la portée varie entre 2 et 5 (généralement 4), et n'est pas corrélée avec la taille des femelles,. Les jeunes Requins à pointes noires se réunissent souvent en grands groupes dans de l'eau à peine assez profonde pour couvrir leurs corps, sur des bancs de sable ou dans des mangroves à proximité du rivage. À marée haute, ils se déplacent également sur des plates-formes de corail inondées ou des lits d'algues,,. La croissance est rapide au début, et un requin en captivité a grandi en moyenne de 23 cm par an durant ses deux premières années de vie. Le taux de croissance ralentit à environ 5 cm par an chez les jeunes subadultes et les adultes. Les mâles et les femelles atteignent la maturité sexuelle à une longueur de respectivement 95 cm et 97 cm au large du nord de l'Australie, et respectivement 105 cm et 110 cm au large d'Aldabra. Les mâles atteignent 97 cm à la maturité au large de l'atoll Palmyra.

## Distribution et habitat

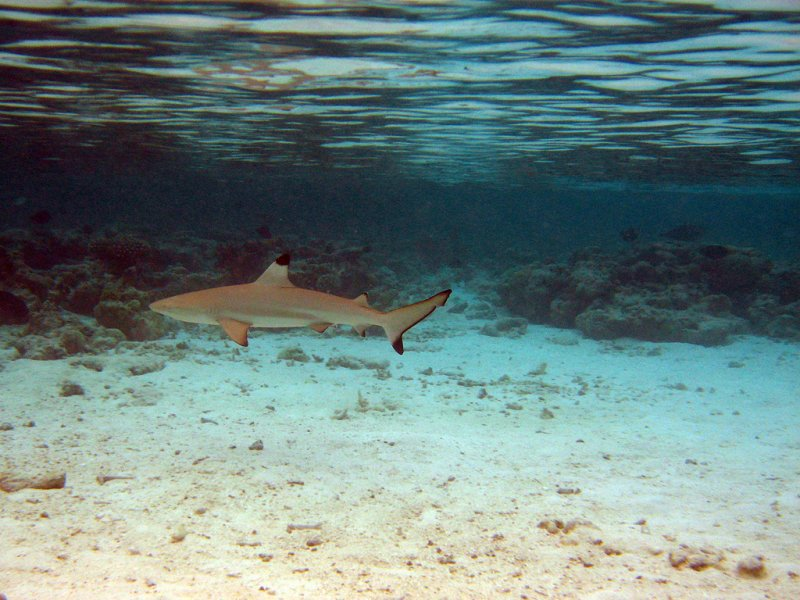
Le Requin à pointes noires préfère les eaux côtières peu profondes.

Le Requin à pointes noires vit dans les eaux côtières de la zone tropicale et subtropicale de l'Indo-Pacifique. Dans l'océan Indien, on le rencontre de l'Afrique du Sud à la mer Rouge, en passant par Madagascar, l'île Maurice et les Seychelles, et de là vers l'est le long de la côte du sous-continent indien jusqu'en Asie du Sud-Est, notamment au Sri Lanka, dans les îles Andaman et les Maldives. Dans l'océan Pacifique, on le trouve du sud de la Chine et des Philippines jusqu'en l'Indonésie, au nord de l'Australie et la Nouvelle-Calédonie, ainsi que dans de nombreuses îles océaniques, y compris les îles Marshall, les îles Gilbert, les îles de la Société, Hawaï et Tuamotu. Contrairement à ce qu'indiquent la plupart des sources, il n'y a jamais eu d'observation confirmée de cette espèce dans les eaux japonaises, et les spécimens prétendument originaires du Japon viendraient probablement de Taiwan. Cette espèce participe à la migration lessepsienne, et a colonisé la mer Méditerranée via le canal de Suez.
Bien qu'il ait été rapporté jusqu'à une profondeur de 75 m, le Requin à pointes noires vit généralement à quelques mètres de profondeur, et peut souvent être vu nageant près de la côte avec sa nageoire dorsale émergée. Les jeunes requins préfèrent les bancs de sable peu profonds, tandis que les requins plus âgés sont plus courants dans les rebords des récifs coralliens et peuvent également être trouvés près des tombants. Cette espèce a également été signalée dans les estuaires d'eaux saumâtres et dans les lacs à Madagascar et les environnements d'eau douce en Malaisie. Elle n'est toutefois pas capable de tolérer la faible salinité de l'eau au même degré que le Requin bouledogue (C. leucas). À Aldabra dans l'océan Indien, les Requins à pointes noires se rassemblent dans les canaux entre les platiers des récifs durant la marée basse et se rendent dans les mangroves quand l'eau monte. Les requins se situant dans les parties extrêmes nord et sud de son aire de répartition sont migrateurs.

## Taxonomie

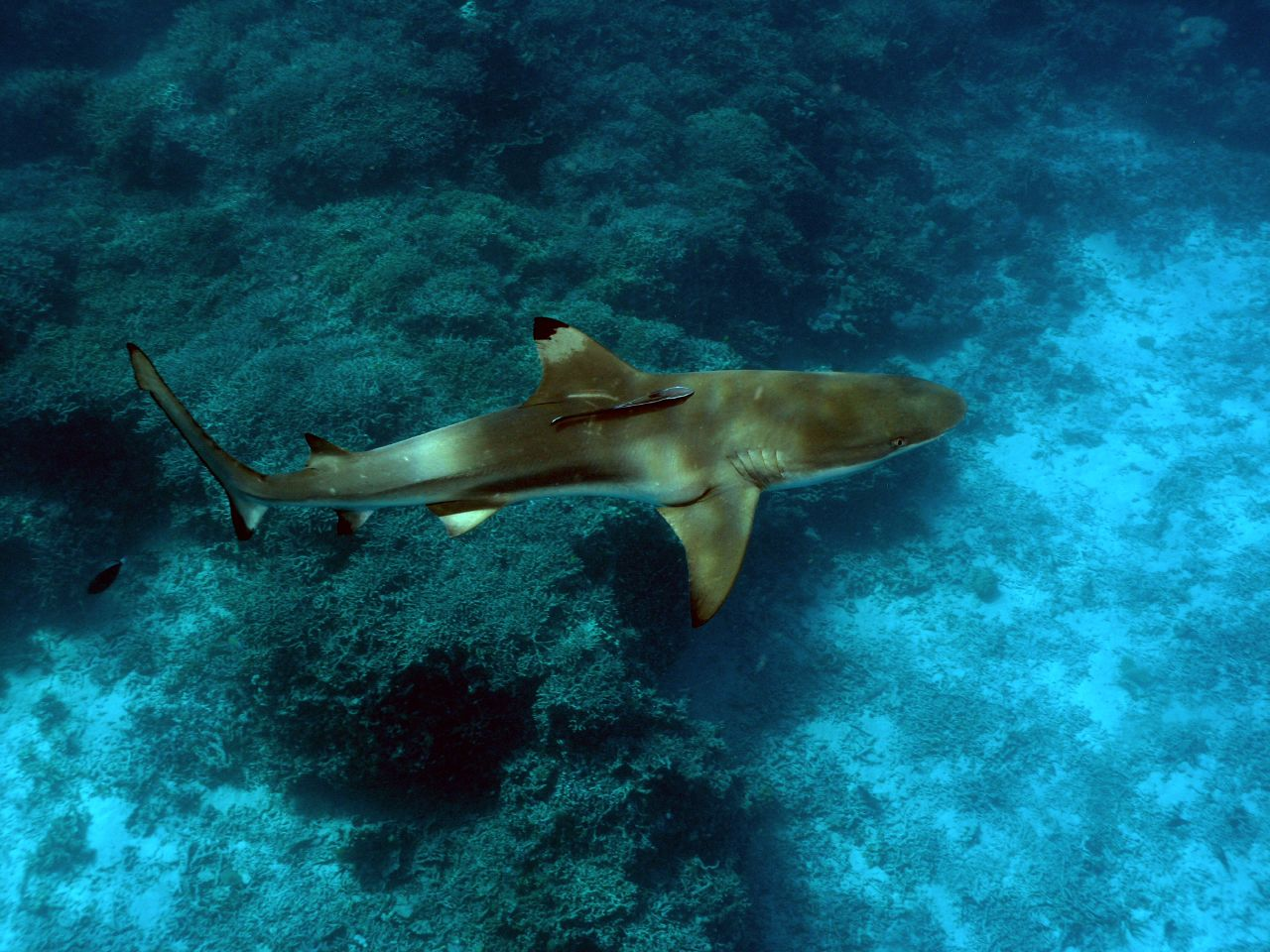
Un Requin à pointes noires dans les îles Salomon.

Les naturalistes français Jean René Constant Quoy et Joseph Paul Gaimard ont décrit à l'origine le Requin à pointes noires au cours de leur voyage d'exploration de 1817-1820 à bord de leur corvette Uranie. En 1824, cette description est publiée dans Voyage autour du monde... sur les corvettes de S.M. l'Uranie et la Physicienne, le rapport en treize volumes de Louis de Freycinet sur le voyage. Le spécimen type est un jeune mâle immature de 59 cm de long capturé près de l'île de Waigeo, à l'ouest de la Nouvelle-Guinée. Quoy et Gaimard ont choisi initialement le nom Carcharias melanopteru pour baptiser l'espèce, ce nom spécifique venant des mots grecs melas signifiant « noir » et pteron signifiant « nageoire », en référence à ses marques distinctives sur l'extrémité de ses nageoires.
Plus tard, d'autres auteurs ultérieurs ont déplacé le Requin à pointes noires vers le genre Carcharhinus, et en 1965 la Commission internationale de nomenclature zoologique le désigne comme l'espèce type du genre. Dans la littérature, ce requin fut parfois nommé par erreur comme C. spallanzani, un nom maintenant reconnu comme un synonyme du Requin tiqueue (C. sorrah).

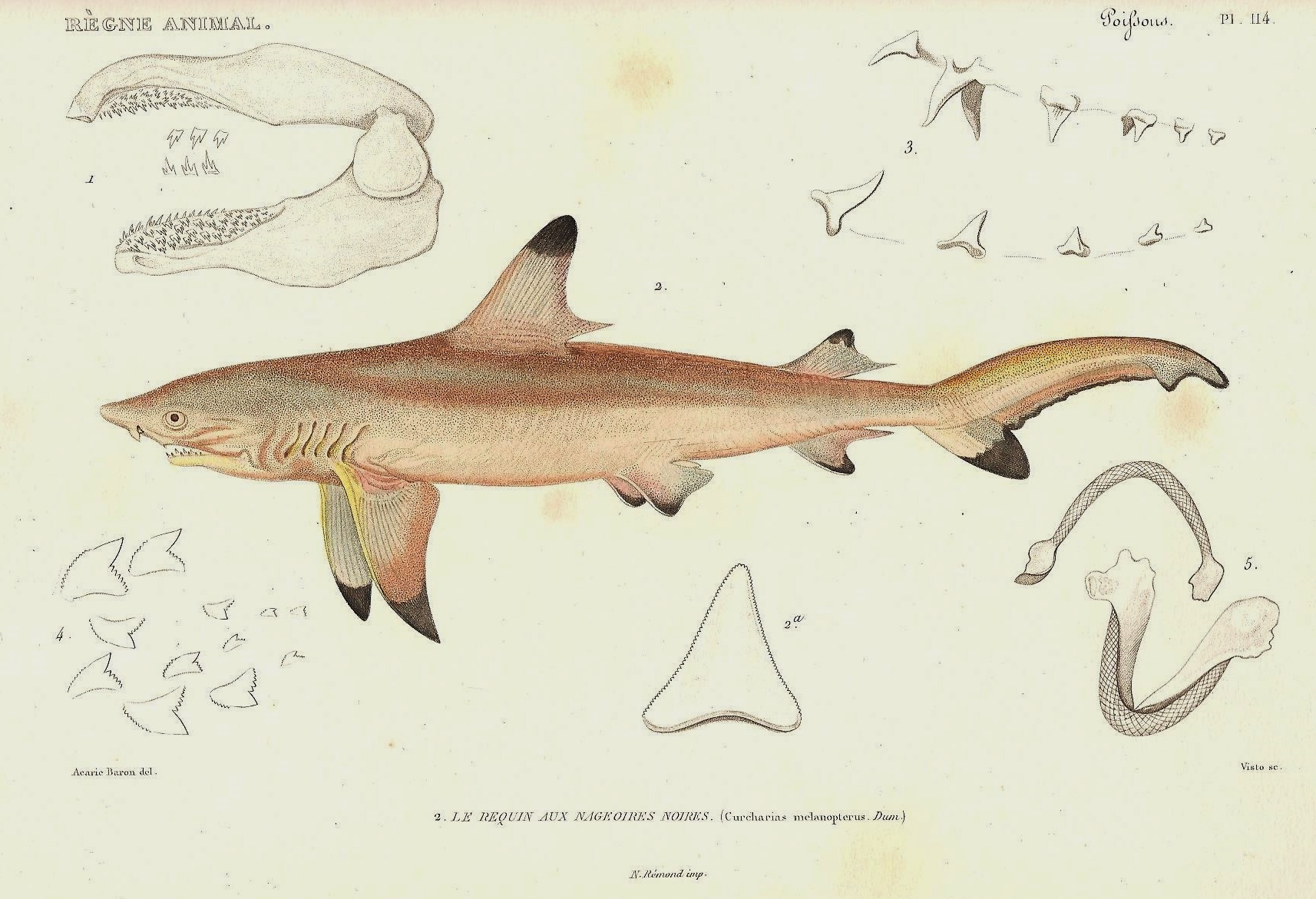
Illustration de Georges Cuvier en 1828.
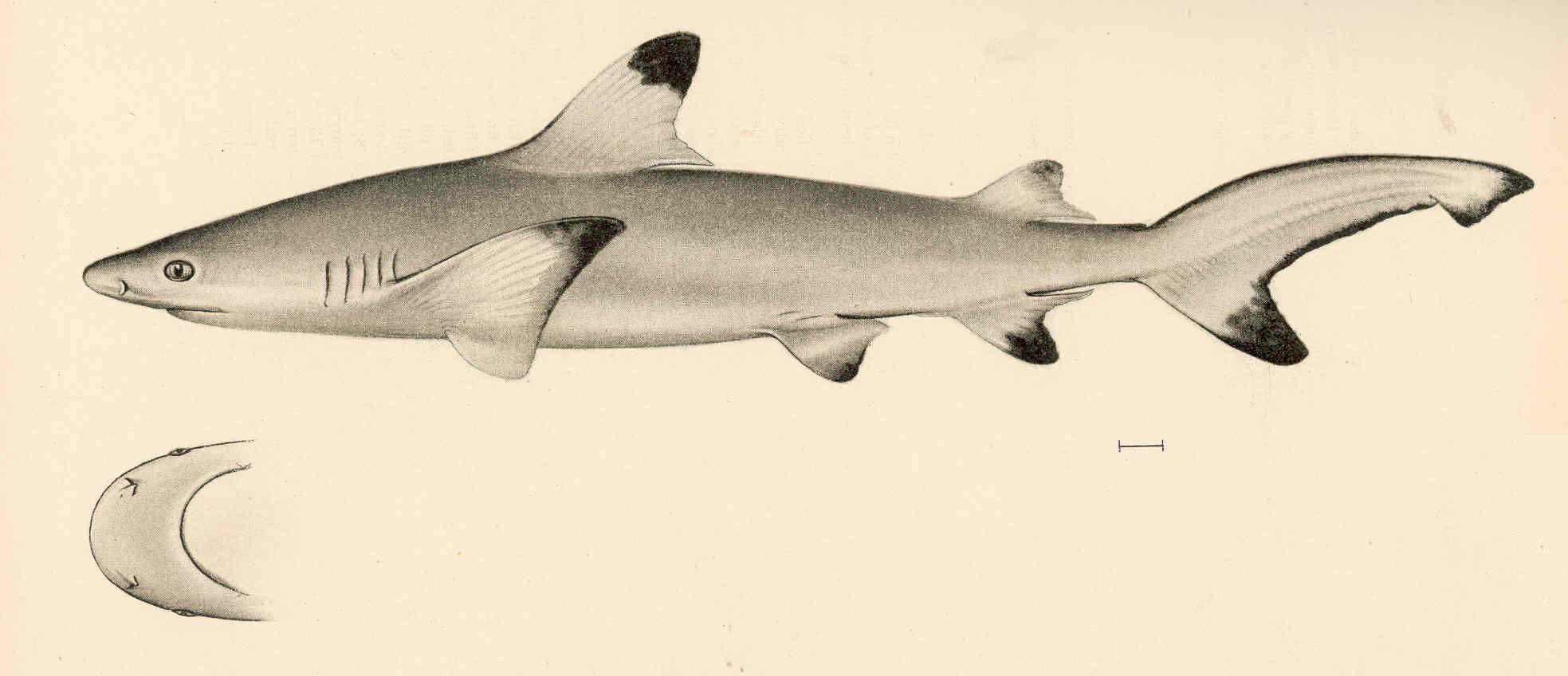
Illustration américaine de 1905.

## Phylogénie
Comme la plupart des autres membres de son genre, la position phylogénétique du Requin à pointes noires reste indéterminée. En s'appuyant sur la morphologie de ces animaux, Jack Garrick estime en 1982 que le plus proche parent du Requin à pointes noires est le Requin nerveux (C. cautus). En 1988, l'analyse morphologique de Leonard Compagno suggère que cette espèce est non seulement proche du Requin nerveux, mais aussi de quatre autres espèces, sans préciser les relations exactes entre elles. En 1998, une analyse des allozymes par Gavin Naylor aboutit encore à des résultats ambigus, indiquant que le Requin à pointes noires forme une polytomie (groupe insoluble) avec 10 autres espèces de Carcharhinus.

## Relations avec l'Homme

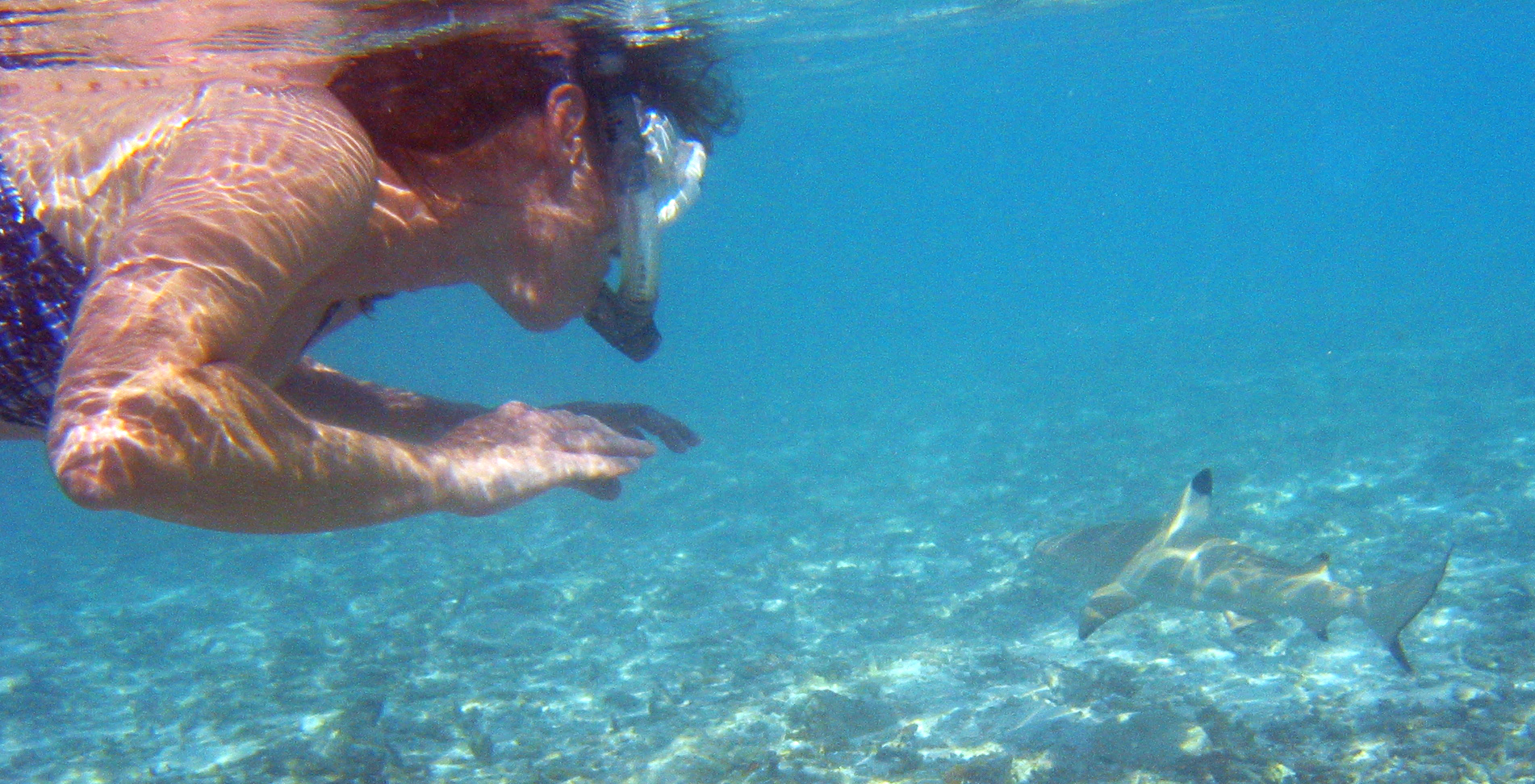
Les plongeurs sont moins fréquemment mordus par les Requins à pointes noires que les baigneurs qui laissent juste leurs jambes dans l'eau ; et aucune blessure grave n'a été rapportée.

Dans la plupart des cas, le Requin à pointes noires a un comportement timide et est facilement effrayé par les nageurs. Cependant, son habitat côtier le mettant fréquemment en contact avec les humains, il est considéré comme potentiellement dangereux. Au début de l'année 2009, l'International Shark Attack File recensait 11 attaques non provoquées et 21 attaques totales (aucune mortelle) imputables au Requin à pointes noires. La plupart des attaques impliquent des requins qui ont mordu les jambes ou les pieds de baigneurs, les prenant apparemment pour leurs proies naturelles, et ne donnent pas lieu à des blessures graves. Dans les îles Marshall, les indigènes évitent les attaques de ce requin de récif en nageant plutôt que patauger dans l'eau peu profonde, et on peut éloigner ce requin en plongeant son corps dans l'eau. Le Requin à pointes noires devient également agressif en présence d'appât, et peut constituer une menace quand il essaye de voler les captures des pêcheurs au harpon.
Le Requin à pointes noires est une prise régulière des pêcheurs côtiers, comme ceux opérant au large de la Thaïlande et de l'Inde, mais il n'est pas spécialement ciblé ou considéré comme commercialement important. La viande, vendue fraîche, congelée, séchée et salée ou fumée peut être consommée, et son huile de foie, et ses ailerons sont valorisés. L'Union internationale pour la conservation de la nature a évalué le Requin à pointes noires comme quasi menacé. Bien qu'il reste très répandu et courant dans l'ensemble, d'importants déclins localement liés à la surpêche ont été observés dans de nombreux endroits. Cette espèce a un taux de reproduction faible, ce qui limite sa capacité à supporter de grands prélèvements,. Les Requins à pointes noires sont souvent présentés dans des aquariums publics en raison de leur aspect caractéristique de requin et de leur taille modeste, et ils constituent également une attraction pour les plongeurs amateurs,.